# Campionati statunitensi di sci alpino 1972
I Campionati statunitensi di sci alpino 1972 si disputarono ad Aspen nel mese di febbraio; furono assegnati i titoli di discesa libera, slalom gigante, slalom speciale e combinata, sia maschili sia femminili.

## Risultati

### Uomini

#### Discesa libera
| Pos. | Atleta        | Nazione     |
| ---- | ------------- | ----------- |
| 1    | Steve Lathrop | Stati Uniti |
| 2    | Rudd Pyles    | Stati Uniti |
| 3    | Don Rowles    | Stati Uniti |

Data: 5 febbraio

#### Slalom gigante
| Pos. | Atleta       | Nazione     |
| ---- | ------------ | ----------- |
| 1    | Terry Palmer | Stati Uniti |
| 2    | ?            | ?           |
| 3    | ?            | ?           |

#### Slalom speciale
| Pos. | Atleta     | Nazione |
| ---- | ---------- | ------- |
| 1    | Jim Hunter | Canada  |
| 2    | ?          | ?       |
| 3    | ?          | ?       |
| 4    | ?          | ?       |

#### Combinata
| Pos. | Atleta        | Nazione     |
| ---- | ------------- | ----------- |
| 1    | Steve Lathrop | Stati Uniti |
| 2    | ?             | ?           |
| 3    | ?             | ?           |

### Donne

#### Discesa libera
| Pos. | Atleta            | Nazione     |
| ---- | ----------------- | ----------- |
| 1    | Stephanie Forrest | Stati Uniti |
| 2    | Gail Blackburn    | Stati Uniti |
| 3    | Jane Rawlins      | Stati Uniti |

Data: 5 febbraio

#### Slalom gigante
| Pos. | Atleta         | Nazione     |
| ---- | -------------- | ----------- |
| 1    | Sandra Poulsen | Stati Uniti |
| 2    | ?              | ?           |
| 3    | ?              | ?           |

#### Slalom speciale
| Pos. | Atleta          | Nazione     |
| ---- | --------------- | ----------- |
| 1    | Marilyn Cochran | Stati Uniti |
| 2    | ?               | ?           |
| 3    | ?               | ?           |

#### Combinata
| Pos. | Atleta            | Nazione     |
| ---- | ----------------- | ----------- |
| 1    | Stephanie Forrest | Stati Uniti |
| 2    | ?                 | ?           |
| 3    | ?                 | ?           |